# موسکی
موسکی نام شهر و شهرستانی در استان قاهره مصر است.